# Cantó de Rémalard
El cantó de Rémalard és un cantó francès del departament de l'Orne, situat al districte de Mortagne-au-Perche. Té 12 municipis i el cap es Rémalard.

## Municipis
- Bellou-sur-Huisne
- Boissy-Maugis
- Bretoncelles
- Condeau
- Condé-sur-Huisne
- Coulonges-les-Sablons
- Dorceau
- La Madeleine-Bouvet
- Maison-Maugis
- Moutiers-au-Perche
- Rémalard
- Saint-Germain-des-Grois

## Història
| Data d'elecció                           | Identitat             | Partit                         | Qualitat |
| ---------------------------------------- | --------------------- | ------------------------------ | -------- |
| 1945-1958                                | M. Baudouin           | radical, després divers droite |          |
| 1958-1964                                | M. Pelletier          | Divers droite                  |          |
| 1964-1994                                | Henri Olivier         | MRP, després CNI               |          |
| 1994-                                    | Jean-Pierre Gérondeau | RPR, després UMP               |          |
| les dades anteriors no són pas conegudes |                       |                                |          |
|                                          |                       |                                |          |

## Demografia
| A partir de 1990: Població sense dobles comptes |